# 丽江绣线菊
丽江绣线菊（学名：Spiraea lichiangensis）为蔷薇科绣线菊属下的一个种。